# Asociación de Amigos del Ferrocarril de Bilbao
La Asociación de Amigos del Ferrocarril de Bilbao es un colectivo de Vizcaya, que busca reunir los aficionados al ferrocarril de dicha región española, con el ánimo principal de preservar la historia del ferrocarril.

## Presentación
La Asociación de Amigos del Ferrocarril de Bilbao lleva desde 1958 ofreciéndose como lugar de reunión de los aficionados al ferrocarril de toda Vizcaya.
Uno de los objetivos principales de la Asociación es mantener en orden de marcha el material histórico ferroviario, para poder, en último término, conseguir un Museo Vivo del Ferrocarril. Cuenta con material suficiente, tanto en ancho ibérico como de vía estrecha, para poder dotar un museo a la altura de Bilbao, ciudad conectada con las redes de ambos anchos, y que aspira a ser referente dentro de los ejes europeos de transporte.
La Asociación dispone del material que se detalla en el listado adjunto.
Además de mantener todo este material, la Asociación trabaja en la preservación de elementos ferroviarios (contando, por ejemplo, con una de las mayores colecciones de faroles ferroviarios a nivel europeo), la organización de viajes con material preservado y actividades en apoyo del ferrocarril.
Asimismo se está trabajando en una gran maqueta de escala H0, digital y modular.
La Asociación está federada en la FEAAF con el número 4, y su presidente actual es D. juan Manuel estrade.

## Material

### Material a vapor
| vehículo   | Número/Tipo/Constructor                                                       | Nombre/Procedencia                        | Ancho                                          |
| ---------- | ----------------------------------------------------------------------------- | ----------------------------------------- | ---------------------------------------------- |
| Locomotora | N.º 29 / 2-2-0 T / Beyer-Peacock (Inglaterra 1863)                            | Izarra / F.C. Tudela-Bilbao y La Basconia | Español (expuesta en Estación de Abando)       |
| Locomotora | N.º 6 / 0-3-0 / S.T. Leonard (Bélgica 1892)                                   | Guipúzcoa / F.C. Vasco-Navarro            | Métrico                                        |
| Locomotora | N.º 1002 / 0-2-0 T / Usines Metalurgiques de Hainault Coulliet (Bélgica 1890) | Artola / Sierra Menera                    | Métrico (expuesta en Estación de La Concordia) |

### Material eléctrico
| vehículo       | Número/Tipo/Constructor                                    | Nombre/procedencia | Ancho   |
| -------------- | ---------------------------------------------------------- | ------------------ | ------- |
| Automotor (UT) | 439-006 (906) / M-Rc / Metropolitan Camel, CENEMESA (1967) | RENFE              | Español |

### Material diésel
| vehículo             | Número/Tipo/Constructor                   | Nombre/procedencia                                                | Ancho   |
| -------------------- | ----------------------------------------- | ----------------------------------------------------------------- | ------- |
| Automotor            | 597.036 (9736) / Diésel-Hidráulico / Fiat | TER / RENFE                                                       | Español |
| Automotor            | 2116 / Diésel-Mecánico/                   | Billard-Fabiolo (remolque, de procedencia belga de la SNCV) / EFE | Métrico |
| Locomotora           | N.º 1 / Diésel-Eléctrica / CAF            | AHV (Altos Hornos de Vizcaya)                                     | Métrico |
| Tractor de maniobras | Mercedes-Benz                             | Ruhr / F.C. Vasco-Navarro (FEVE)                                  | Métrico |

### Material remolcado
| vehículo | Número/Tipo/Constructor                                         | Nombre/Procedencia                                  | Ancho   |
| -------- | --------------------------------------------------------------- | --------------------------------------------------- | ------- |
| Coche    | A-1 / Primera Clase / Ashbury Cd. Ld. Maners (Mánchester 1887)  | F.C. Vasco-Navarro (EFE)                            | Métrico |
| Coche    | Z-1 / Salón / Ashbury Cd. Ld. Maners (Mánchester 1887)          | F.C. Calahorra-Arnedillo y F.C. Vasco-Navarro (EFE) | Métrico |
| Coche    | C-13 / Tercera Clase / Ashbury Cd. Ld. Maners (Mánchester 1887) | F.C. Vasco-Navarro (EFE)                            | Métrico |
| Furgón   | D-103 / Bristol Carruage Works Ltd. 1890                        | F.C. Santander-Bilbao (EFE)                         | Métrico |
| Coche    | AS-1 / Salón / Bristol Carruage Works Ltd. 1904                 | F.C. Cantábrico (EFE)                               | Métrico |
| Coche    | AS-1 / Salón / Bristol Carruage Works Ltd. 1896                 | F.C. Santander-Bilbao (EFE)                         | Métrico |
| Coche    | Nº22 / / CAF 1944                                               | ET/FV                                               | Métrico |
| Coche    | Nº41 / / GANZ (Budapest) 1928                                   | ET/FV                                               | Métrico |
| Furgón   | Nº61 Correos/ /Carde y Escoriaza 1932                           | F.C. Vasco-Navarro, ET/FV                           | Métrico |
| Furgón   | JJ 6036                                                         | ET/FV                                               | Métrico |
| Coche    | Nº6001/ / SECN 1960                                             | F.C. Vasco-Navarro, ET/FV                           | Métrico |
| Coche    | Nº6002/ / SECN 1960                                             | F.C. Vasco-Navarro, ET/FV                           | Métrico |
| Coche    | Nº6003/ / SECN 1960                                             | F.C. Vasco-Navarro, ET/FV                           | Métrico |
| Vagón    | TR 17                                                           | ET/FV                                               | Métrico |
| Vagón    | Plataforma dos ejes CAF                                         | AHV                                                 | Métrico |
| vagón    | J2 41.71.120-2289-8 / /                                         | J / RENFE                                           | Español |
| vagón    | J2/ /                                                           | J / Renfe                                           | Español |

### Autobuses
| vehículo | Número/Tipo/Constructor                                                       | Nombre/Procedencia                                                                              |  |
| -------- | ----------------------------------------------------------------------------- | ----------------------------------------------------------------------------------------------- |  |
| Microbús | Nº1348 (BI-2447-C) / Mecánico / Mercedes-Benz, 1972                           | Azulito / TUGBSA (Transportes Urbanos del Gran Bilbao S.A.), TCSA (Transportes Colectivos S.A.) |  |
| Autobús  | Nº1215 (BI-9154-AD) / Semiautomático / Pegaso 5024, carrocería Van Hool, 1983 | TCSA                                                                                            |  |